# Низовой, Виктор Алексеевич
Виктор Алексеевич Низовой (род. 23 сентября 1974, Москва) — российский актёр театра и кино. Народный артист Российской Федерации (2022).

## Биография
Родился 23 сентября 1974 года в Москве. Рос на Чёрном море.
Профессию актёра выбрал почти случайно, родители видели его врачом, сам он испытывал интерес к опере. Но тем не менее попробовал и поступил на курс Юрия Соломина в Щепкинское училище. Педагоги в училище сравнивали его с Борисом Андреевым. Окончив в 1995 году театральное училище имени Щепкина, Виктор Низовой был принят в труппу Малого театра. Известен по роли Толика в сериале «Возвращение Мухтара».
Один из ведущих артистов Малого театра. В месяц он играет до 22 спектаклей. Снимается в телесериалах и для телевидения. Выступает за футбольную команду Малого театра в качестве вратаря. В свободное время посещает другие театры, и не только драматические, любит оперу и балет. Любит живопись, особенно полотна мариниста Ивана Айвазовского.
Как отмечает критика — «подвижник театра» и великолепно справляется с ролями.

## Признание и награды
- Народный артист Российской Федерации (1 апреля 2022 года) — за большие заслуги в развитии театрального и кинематографического искусства[5].
- Заслуженный артист Российской Федерации (31 августа 2005 года) — за заслуги в области искусства[6].

## Творчество

### Роли в театре

#### Малый театр
- 1995 — «Царь Борис» А. К. Толстого. Режиссёр: В. М. Бейлис — 2-й стражник[7]
- 1995 — «Конёк-горбунок» П. П. Ершова — Мужик, 2-й мужик
- 1995 — «Недоросль» Д. И. Фонвизина. Режиссёр: Виталий Иванов — Слуга, Митрофан
- 1995 — «Таланты и поклонники» А. Н. Островского — Танцующий
- 1995 — «Царь Иоанн Грозный» А. К. Толстого. Режиссёр: Владимир Драгунов — Битяговский
- 1995 — «Царь Фёдор Иоаннович» А. К. Толстого. Режиссёр: Борис Равенских — Голубь, сын
- 1996 — «Снежная королева» Е. Шварца. Режиссёр: Виталий Иванов — 1-й разбойник
- 1996 — «Царь Пётр и Алексей» Ф. Горенштейна. Режиссёр: В. М. Бейлис — Слуга
- 1997 — «Конёк-горбунок» П. П. Ершова — Данило
- 1997 — «Царь Борис» А. К. Толстого. Режиссёр: В. М. Бейлис — 1-й стражник
- 1997 — «Чайка» А. П. Чехова. Режиссёр: Владимир Драгунов — Повар
- 1998 — «Волки и овцы» А. Н. Островского. Режиссёр: Виталий Иванов — Горецкий
- 1998 — «Воскресение» Л. Н. Толстого — Офицер
- 1998 — «Свадьба Кречинского» мюзикл по пьесе А. В. Сухово-Кобылина. Режиссёр: В. М. Соломин — Нелькин
- 1998 — «Бешеные деньги» А. Н. Островского. Режиссёр: Виталий Иванов — Васильков
- 1999 — «Князь Серебряный» А. К. Толстого — Басманов, Басманов-отец
- 1999 — «Тайны Мадридского двора» Э. Скриба и Э. Легуве. Режиссёр: В. М. Бейлис — Бабьека
- 1999 — «Хроника дворцового переворота» Галины Турчиной. Режиссёр: В. М. Бейлис — Перфильев, Гудович
- 2000 — «Горе от ума» Грибоедова. Режиссёр: Сергей Женовач — Скалозуб
- 2002 — «Усилия любви» Шекспира. Режиссёр: Виталий Иванов — Башка
- 2002 — «Правда — хорошо, а счастье лучше» А. Н. Островского. Режиссёр: Сергей Женовач — Амос Панфилович Барабошев
- 2004 — «Три сестры» А. П. Чехова. Режиссёр: Юрий Соломин — Солёный
- 2004 — «Свадьба, свадьба, свадьба» по произведениям А. П. Чехова. Режиссёр: Виталий Иванов — Григорий Степанович Смирнов
- 2005 — «Мнимый больной» Ж. Б. Мольера. Режиссёр: Сергей Женовач — Томас Диафуарус[8]
- 2006 — «Ревизор» Н. В. Гоголя. Режиссёр: Юрий Соломин — Осип,Городничий
- 2007 — «Власть тьмы» Льва Толстого. Режиссёр: Юрий Соломин — Митрич (ввод)
- 2008 — «Дети солнца» М. Горького. Режиссёр: Адольф Шапиро — Чепурной
- 2010 — «Влюблённые» Карло Гольдони. Режиссёр: Стефано де Лука — Фабрицио
- 2016 — «Не всё коту масленица» А. Н. Островский, режиссёр В. И. Иванов — Ермил Зотыч Ахов, богатый купец
- 2021 — «Мёртвые души» Н.В. Гоголя по сценарию М.А.Булгакова Похождения Чичикова, или Мёртвые души (режиссёр - Алексей Дубровский) — Ноздрёв

### Фильмография
- 1999 — Д.Д.Д. Досье детектива Дубровского
- 1999—2000 — Простые истины — учитель физкультуры Авдеев Сергей Эдуардович
- 2002 — Юрики — Медведь
- 2003 — Люди и тени-2. Оптический обман — Иванище
- 2004 — Возвращение Мухтара — старший лейтенант/капитан милиции Анатолий Иванович Щепкин
- 2004 — Не забывай — Крапива
- 2004 — Только ты — Виктор Водорезов
- 2005—2006 — Возвращение Мухтара-2 — старший лейтенант/капитан милиции Анатолий Иванович Щепкин
- 2006 — Капитанские дети — Борис
- 2006 — Прорыв — сержант Черемшанов
- 2006—2007 — Возвращение Мухтара-3 — старший лейтенант/капитан милиции Анатолий Иванович Щепкин (1-38, 40-52, 57, 61-65, 68, 70-72, 79-100 серии)
- 2007—2008 — Возвращение Мухтара-4 — старший лейтенант/капитан милиции Анатолий Иванович Щепкин (5-40, 45-54, 57, 59, 64, 65, 67-69 серии)
- 2008 — Знахарь — Борис, сотрудник ФСБ
- 2009 — Исаев — парламентёр Уткин
- 2010 — Гаражи — Гера Хохлов, гаишник
- 2011 — Выйти замуж за генерала — Сергей
- 2012 — Лорд. Пёс-полицейский — Пётр Зайцев
- 2012 — Жизнь и судьба
- 2012 — Всегда говори «всегда» 9 — Альберт Фёдорович, физрук
- 2013 — Брак по завещанию 3. Танцы на углях — бизнесмен Худых
- 2014 — Господа-товарищи — Колодяжный, сотрудник УГРО
- 2016 — День выборов 2 — начальник МЧС области
- 2015 — Праздник непослушания — папа Тоси и Платона
- 2016 — РОВД — Анатолий Васечко, «Дудка», зэк 2
- 2016 — Ёлки 5 — полицейский, игрок с ником «Бочонок мёда»
- 2017 — Бабушка лёгкого поведения — олигарх
- 2018 — Вне игры — отец Андрея
- 2018 — Год культуры — Гена, краевед
- 2019 — Ивановы-Ивановы 4 — Василич
- 2019 — Большое небо — техник
- 2019 — Дипломат — Виталий Лютый
- 2019 — Полярный — Гена «Палец»
- 2020 — Корни
- 2020 — Кольская сверхглубокая — Батя, прапорщик